# Nikolaifleet

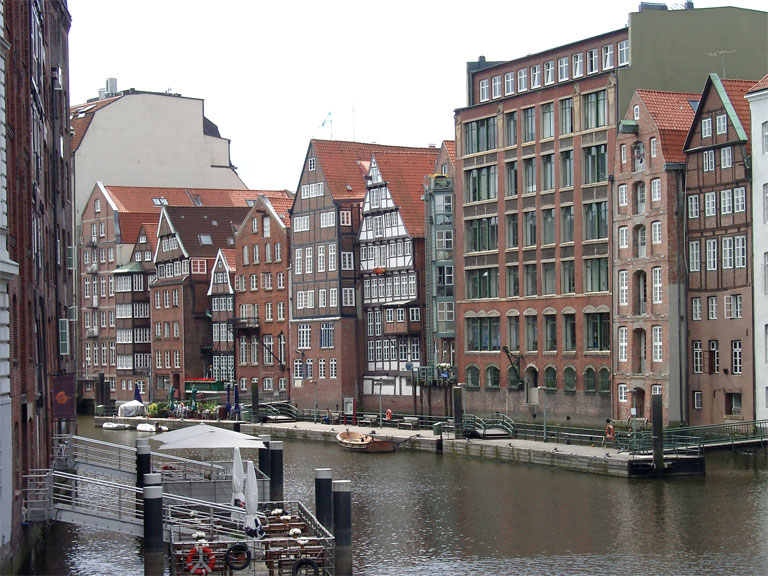
Nikolaifleet,
Rückfront der Deichstraße

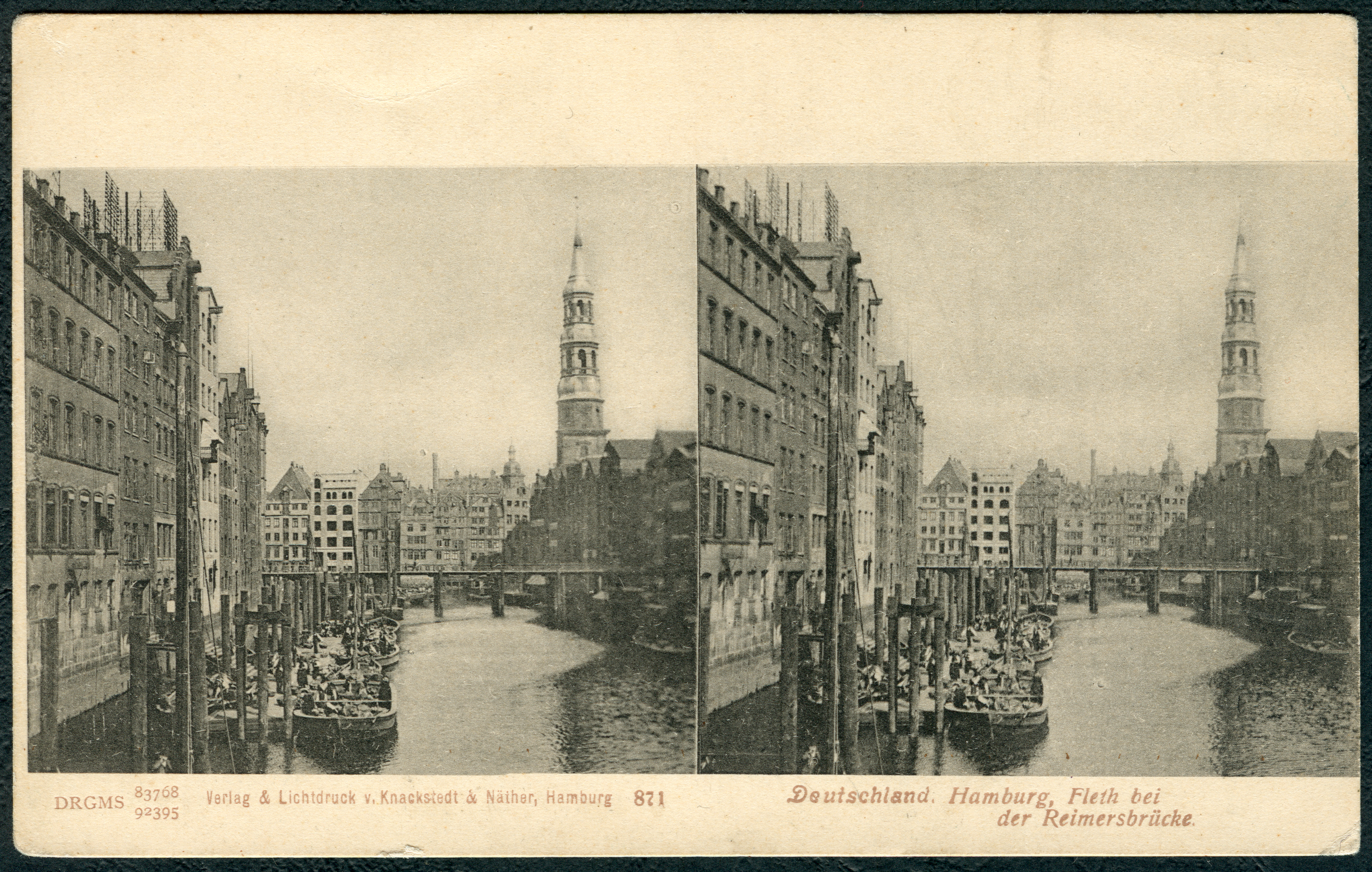
Stereoskopie Nummer 871 als Ansichtskarte mit der Katharinen-Kirche
Knackstedt & Näther, um 1900

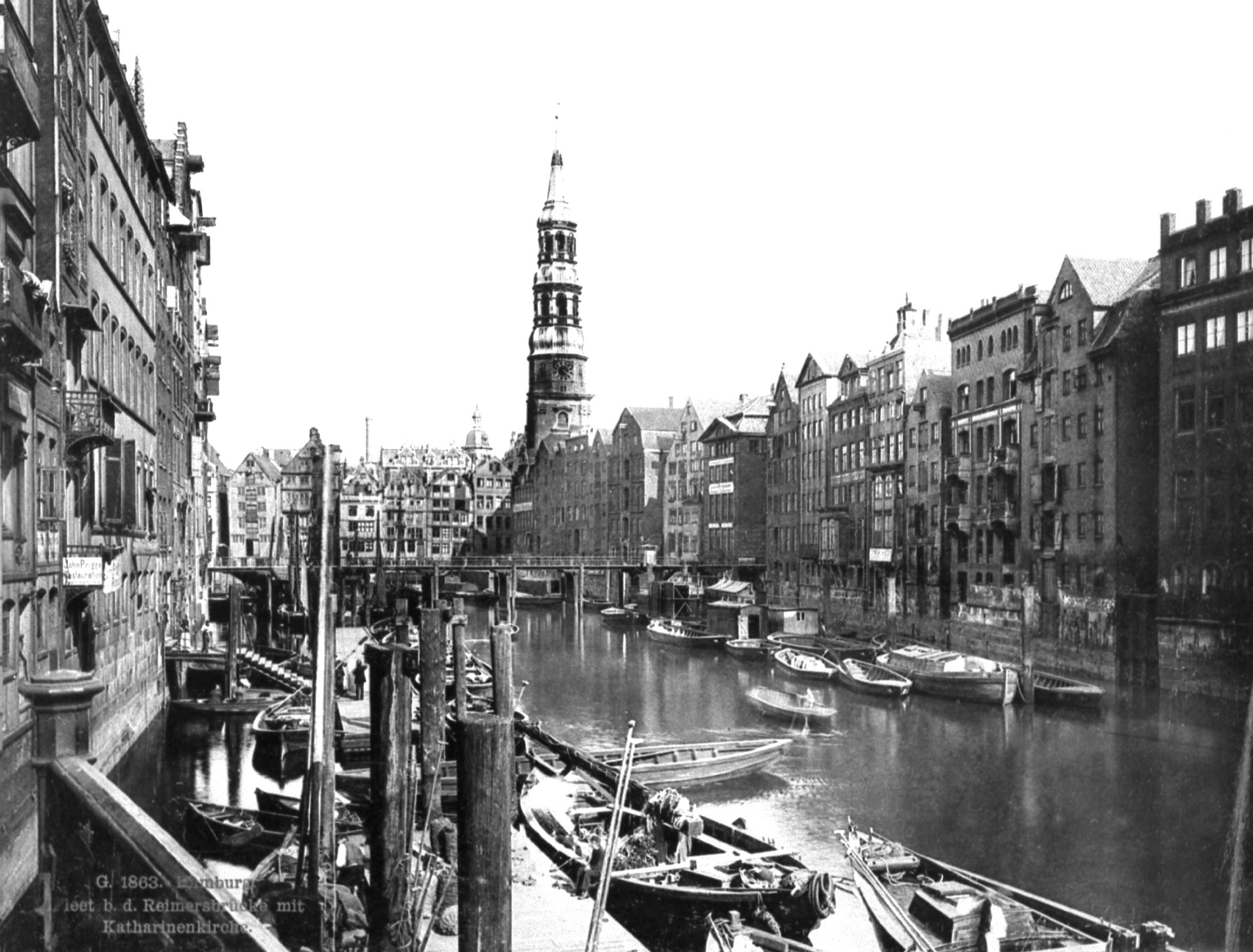
Nikolaifleet mit Reimersbrücke und Katharinenkirche 1863

Das Nikolaifleet ist ein Fleet in Hamburg und war früher der Hauptmündungsarm der Alster in die Elbe. Hier begann 1188 die Entwicklung des Hamburger Hafens, und bis ins 19. Jahrhundert wurden hier auf dem Wasserwege Waren in die Speicher umgeschlagen. Mit Entstehung der Speicherstadt verlor dieser Teil des Hafens an Bedeutung.
Nach dem Hamburger Brand, der am 5. Mai 1842 in einem nahe dem Nikolaifleet gelegenen Haus an der Deichstraße ausbrach, wurde die Hamburger Altstadt weitgehend umgestaltet, unter anderem um Platz für ein neues Rathaus und den Rathausmarkt zu schaffen. Ende des 19. Jahrhunderts wurde der Hauptabfluss der Alster in das durchgehend schiffbare Alsterfleet umgeleitet. Am Südende des Nikolaifleets liegt zwischen Holzbrücke und Hoher Brücke der letzte erhaltene Fleetabschnitt mit der typischen althamburgischen Bebauung. Die schmalen, hohen Fleetfronten der Außendeichhäuser an der Deichstraße stehen hier denen von vier erhaltenen Speichern am Cremon schräg gegenüber.
Das Nikolaifleet ist dem Tidenhub der Elbe ausgesetzt und fällt bei Ebbe teilweise trocken. Nach der Sturmflut von 1962 wurde südlich der Hohen Brücke ein kleines Sperrwerk errichtet, das im Falle von Sturmfluten geschlossen werden kann. Ein Wehr zwischen dem Nikolaifleet und dem Mönkedammfleet riegelt den Tidenhub zu den übrigen Fleeten der Innenstadt ab.

## Brücken
Von Nordost nach Südwest:
- Trostbrücke, erster Bau 1266
- Reimersbrücke

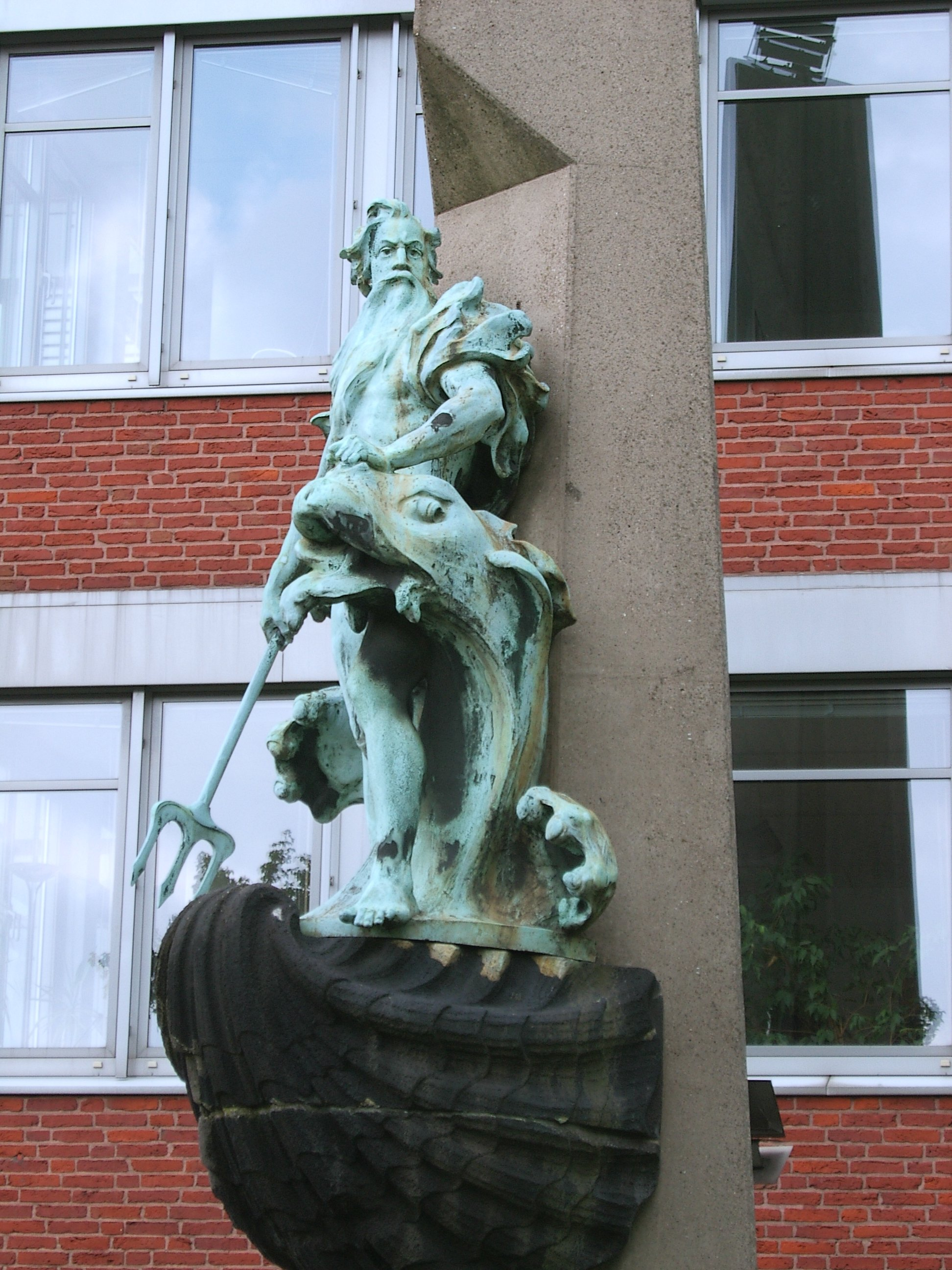
Neptun an der Hohen Brücke

- Holzbrücke, traditioneller Name der inzwischen steinernen Brücke, hier hat das Theaterschiff „Das Schiff“ seinen Ankerplatz
- Hohe Brücke, hier mündet das Nikolaifleet in den Zollkanal, der 1883–1888 als neue Verbindung zum Oberhafen angelegt wurde und die Speicherstadt von der Hamburger Altstadt trennt. Nahe der Hohen Brücke steht Hamburgs ältester Kran.

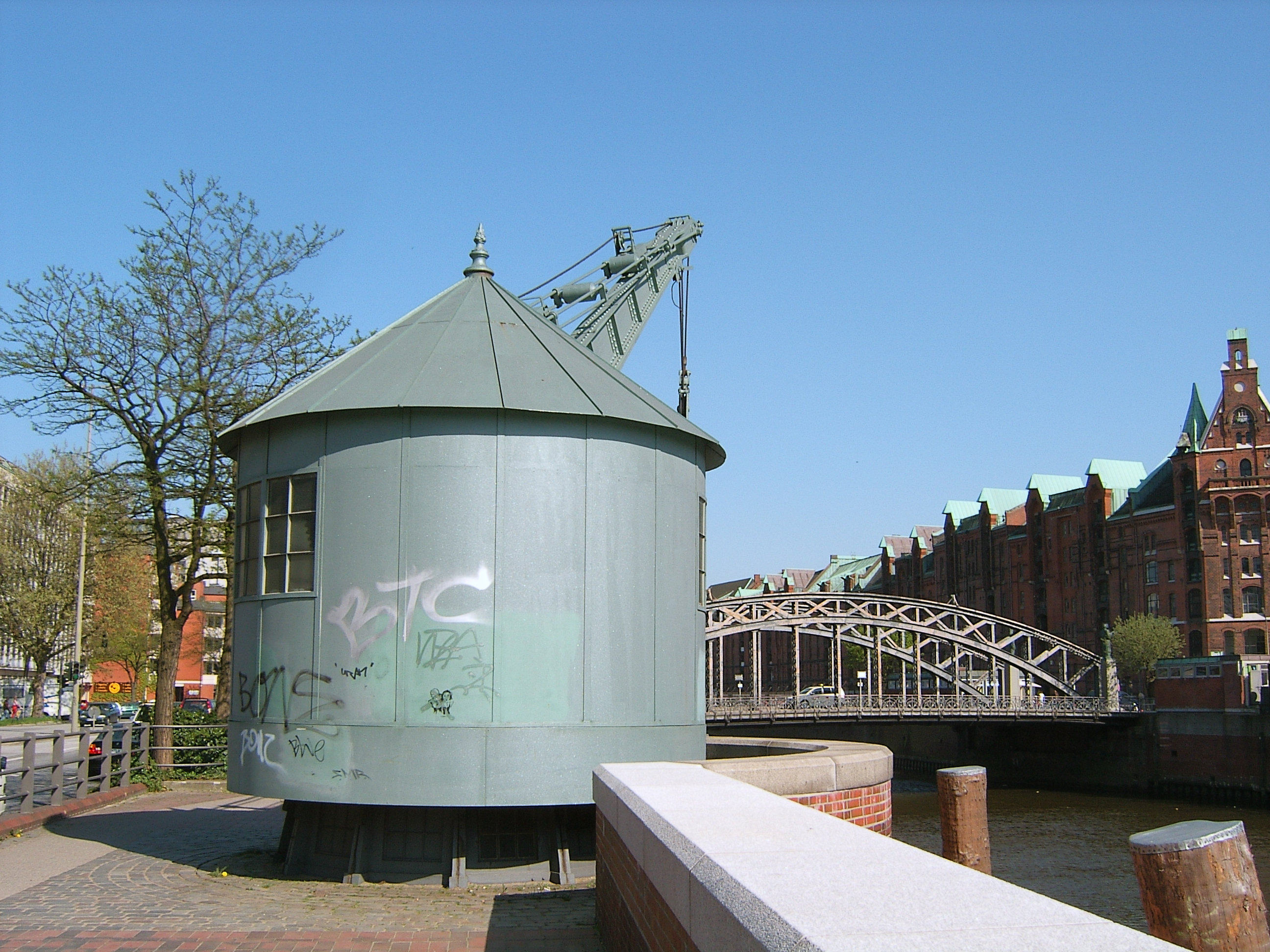
Neuer Krahn, im Hintergrund die Brooksbrücke

Das Haus Hohe Brücke 2 wurde 1887/88 im Anschluss an den Bau der Hohen Brücke als Wohn- und Dienstgebäude des Kranwärters erbaut, der die drei öffentlichen Kräne östlich der Brücke zu beaufsichtigen hatte. Weil lange irrtümlich angenommen wurde, hier wäre eine Zollstelle untergebracht gewesen, wird das Haus auch Mäuseturm (von Maut) genannt. Es entstand zeitgleich mit der jenseits des Zollkanals gelegenen Speicherstadt.